# Modern Love (Fernsehserie)
Modern Love ist eine US-amerikanische RomCom-Anthologie-Serie, die für Amazon Prime Video produziert und dort am 18. Oktober 2019 erstveröffentlicht wurde. Literarische Grundlage des Drehbuchs von Regisseur John Carney war die erfolgreiche gleichnamige wöchentliche Kolumne in der New York Times, die im Oktober 2019 bereits ihr 15. Jubiläum feierte.
Modern Love ergründet „die Liebe in der Vielzahl ihrer Auftretensformen – darunter die sexuelle, romantische, familiäre, platonische und Selbstliebe“.

## Hintergrund
Am 11. Juni 2018 wurde bekannt gegeben, Amazon habe die erste Staffel einer Serie in Auftrag gegeben, die aus acht Episoden bestehen und von John Carney geschrieben werde. Auch Carneys geplante Regieführung und Koproduktion sowie der Einbezug der Produktionsunternehmen Storied Media Group und The New York Times wurden bereits erwähnt. Am 26. November 2018 wurde berichtet, dass Emmy Rossum, Sharon Horgan und Tom Hall als Koregisseure mitwirken würden. Horgan und Hall schrieben auch an den Drehbüchern ihrer jeweiligen Episoden mit, Rossums Episode wurde von Audrey Wells geschrieben. Gleichzeitig wurde bekannt, dass neben Carney auch Todd Hoffman, Sam Dolnick und Choire Sicha als Executive Producers (Geschäftsführer), Trish Hofmann als Produzentin und Daniel Jones als Produktionsberater beteiligt sein würden.
Ebenfalls am 26. November 2018 wurden die ersten mitwirkenden Darsteller bekannt gegeben, darunter Anne Hathaway, Tina Fey, Dev Patel, John Slattery, Catherine Keener, Julia Garner, Andy García, Cristin Milioti, Olivia Cooke, Andrew Scott, Shea Whigham, Sofia Boutella und John Gallagher Jr.
Drehbeginn war am 18. September 2018 in New York City.

## Episodenliste

### Staffel 1
| Nr. (ges.) | Nr. (St.) | Deutscher Titel                                                    | Originaltitel                                     | Regie         | Drehbuch                                             | Episodenlänge |
| --- | --------- | ------------------------------------------------------------------ | ------------------------------------------------- | ------------- | ---------------------------------------------------- | ------------- |
| 1 | 1         | Wenn der Portier dein bester Mann ist                              | When the Doorman Is Your Main Man                 | John Carney   | John Carney nach einer Modern-Love-Kolumne von 2015. | 31 Minuten    |
| Eine intelligente und hübsche junge Wissenschaftlerin lebt allein und fernab ihrer Familie in einem typischen Single-Apartment mitten in New York. Wie viele Häuser dieser Art in der Großstadt hat auch ihres einen Portier, der sie Abend für Abend mit wachsamen Augen in Empfang nimmt und bislang jeden ihrer Verehrer wahlweise gleich mit aus Militärzeiten übrig gebliebener Konsequenz verjagt oder seinen jungen Schützling zumindest eindringlich vor der neuen Bekanntschaft warnt. Wenn sie seinen Rat auch nicht immer umsetzen mag – seine Menschenkenntnis erweist sich doch stets als untrüglich und scheinbar über jeden Zweifel erhaben. Kurz nachdem eine weitere (vom Portier gleich als unbrauchbar erkannte) Kurzbeziehung in die Brüche geht, muss sie erschrocken ihre Schwangerschaft feststellen und darf in den folgenden Monaten und Jahren erfahren, wie tiefgreifend und allumfassend der väterlich liebevolle Beschützerinstinkt ihres Portiers wirklich ist. „Unsere Freundschaft war eine alltägliche und unbesungene Freundschaft zwischen in New York lebenden Single-Frauen und den Portiers, die auf sie aufpassen und als Türsteher, Leibwächter, Vertrauenspersonen und Vaterfiguren fungieren.“ |           |                                                                    |                                                   |               |                                                      |               |
| 2 | 2         | Wenn Amor eine neugierige Journalistin ist                         | When Cupid Is a Prying Journalist                 | John Carney   | John Carney                                          | 31 Minuten    |
| Ein junger Unternehmer entwirft eine erfolgreiche Dating-App. Eine Journalistin der Sunday Times befragt ihn für eine Start-Up-Reportage zu seinem Unternehmen und schließt mit einer Frage zum privaten Liebesglück. Es entfaltet sich ein langes Gespräch mit intimen Rückblicken auf zwei bewegte Leben und drastischen Konsequenzen für die Zukunft beider. „Ich warf noch eine letzte Frage ein: ‚Sind Sie je verliebt gewesen?‘ Niemand, sagte er, hätte ihn das je in einem Interview gefragt. ‚Ja‘, antwortete er schließlich. ‚Aber es war mir nicht klar, bis es zu spät war.‘“ |           |                                                                    |                                                   |               |                                                      |               |
| 3 | 3         | Nimm mich so, wie ich bin, wer auch immer ich bin                  | Take Me as I Am, Whoever I Am                     | John Carney   | John Carney nach einer Modern-Love-Kolumne von 2008. | 34 Minuten    |
| Eine junge Frau schlittert auf der bisher erfolglosen Suche nach einer wirksamen Behandlungsmethode ihrer Bipolaren Affektiven Störung von manischen in depressive und zurück in manische Episoden und damit zugleich von einem Job zum nächsten, von einem Date und der gelegentlichen kurzzeitigen Beziehung zur nächsten, bis sie sich endlich jemandem anvertrauen kann. „Mein persönliches Leben war da eine andere Geschichte. In der Liebe gibt es kein Verstecken: Man muss jemanden wissen lassen, wer man ist, aber von einem Moment auf den nächsten hatte ich selbst keine Ahnung, wer ich war.“ |           |                                                                    |                                                   |               |                                                      |               |
| 4 | 4         | Am Ball bleiben, um das Spiel am Leben zu erhalten                 | Rallying to Keep the Game Alive                   | Sharon Horgan | Sharon Horgan                                        | 29 Minuten    |
| Ein frustriertes langjähriges Ehepaar sucht mit dem Erwachsenwerden ihrer gemeinsamen Kinder verzweifelt nach alten und neuen Gemeinsamkeiten, nach Halt und neuer Blüte als Rettung für ihre Partnerschaft. Ausgehend von einer gemeinsamen Paartherapie erarbeiten sie sich schrittweise eine neue Basis ihrer Beziehung. „Wir blieben am Ball, nicht mit der adrenalingeladenen Entschlossenheit, um jeden Preis zu gewinnen, sondern mit der Geduld und Kontrolle, die damit einherging, dass wir nicht wollten, dass es vorbei ist…“ |           |                                                                    |                                                   |               |                                                      |               |
| 5 | 5         | Im Krankenhaus – ein Zwischenspiel der Klarheit                    | At the Hospital, an Interlude of Clarity          | Tom Hall      | Tom Hall                                             | 32 Minuten    |
| Ein überraschendes erstes Date endet vorerst in einer unfertig eingerichteten neuen Wohnung… sie kommt aus dem Bad, er rutscht vom Sofa geradewegs aufs Martiniglas. Augenblicke später verlagert sich ihr Date ins nächste Krankenhaus und beschert ihnen reichlich Zeit, einander kennen zu lernen. Ehrlicher, als in jeder Beziehung zuvor. „Es gibt nie einen guten Zeitpunkt, von deiner Couch auf ein Martini-Glas zu fallen und anzufangen, eine gefährliche Menge Blut zu verlieren, aber wenn das mitten in einem vielversprechenden Date passiert, ist es besonders schlecht…“ |           |                                                                    |                                                   |               |                                                      |               |
| 6 | 6         | Er sah aus wie Dad, aber es war nur ein Abendessen, oder?          | So He Looked Like Dad. It Was Just Dinner, Right? | Emmy Rossum   | Audrey Wells                                         | 30 Minuten    |
| Die gerade volljährige Maddy ist sich seit dem Tod ihres Vaters zehn Jahre zuvor ziemlich sicher, keine Vaterfigur in ihrem Leben zu brauchen – bis sie den Vater ihrer besten Freundin an deren 21. Geburtstag all die Dinge sagen hört, die sie von ihrem Vater niemals wird hören können. Und dann lernt sie an ihrem neuen Arbeitsplatz einen Mann kennen, der sie wie einst ihr Vater bei ihrem vollen Namen „Madeline“ nennt, der aussieht und riecht und redet und klassische Musik hört, wie sie es von ihrem Vater in Erinnerung hat. Als ihr offenkundiges Interesse an ihm jedoch in ein Abendessen in seiner Wohnung mündet, verschwimmen für einen Moment die Grenzen von Alter und Beziehung, von fürsorglicher, familiärer und erotischer Liebe. Doch mit jedem Treffen wachsen die Emotionen und mit ihnen die Missverständnisse über die Basis ihrer Beziehung. „Er war sehr gutaussehend. Er trug graue Rollkragenpullover und duftete nach Minzaftershave und alten Büchern. Er war 55 und kürzlich zum zweiten Mal geschieden. Er war mein Vater. Er war nicht wirklich mein Vater.“ |           |                                                                    |                                                   |               |                                                      |               |
| 7 | 7         | Ihre Ein-Personen-Welt                                             | Hers Was a World of One                           | John Carney   | John Carney                                          | 35 Minuten    |
| Tobin und Andy, ein glückliches und beruflich erfolgreiches junges Ehepaar, möchten sich dem nächsten großen Schritt der Familienplanung zuwenden und stoßen im Adoptionsprozess von Beginn an auf ernüchternde bürokratische Hürden ohne große Erfolgsaussichten – bis eine junge schwangere obdachlose „Wahlnomadin“ ihr aufgeräumtes Leben gehörig auf den Kopf stellt. „Es gab keine Garantie, dass eine offene Adoption uns schneller zu einem Baby verhelfen würde… Unsere Agentur warnte uns sogar, dass wir uns als schwules Paar womöglich auf eine lange Wartezeit einstellen müssten.“ |           |                                                                    |                                                   |               |                                                      |               |
| 8 | 8         | Das Rennen wird schöner, wenn es sich seiner letzten Etappe nähert | The Race Grows Sweeter Near Its Final Lap         | Tom Hall      | John Carney & Tom Hall                               | 28 Minuten    |
| Am Tag der Beerdigung ihres Verlobten erinnert sich Margot an den Beginn und die Höhepunkte ihres späten und unverhofften zweiten Liebesglücks. Wir kehren zudem noch ein letztes Mal zu den Protagonisten der vorigen Folgen zurück und erhaschen einen kurzen Blick auf (neue und bereits bekannte) besonders glückliche Momente ihres Zusammenfindens. „Alte Liebe ist anders. In unseren 70ern und 80ern hatten wir schon genug der Höhen und Tiefen des Lebens durchgemacht, um zu wissen, wer wir waren, und wir hatten gelernt, Kompromisse zu schließen. Die Ziellinie kam immer näher.“ |           |                                                                    |                                                   |               |                                                      |               |
| Die komplette erste Staffel wurde am 18. Oktober 2019 auf Prime Video veröffentlicht. |           |                                                                    |                                                   |               |                                                      |               |

### Staffel 2
| Nr. (ges.)                                                                            | Nr. (St.) | Deutscher Titel                                            | Originaltitel                             | Regie                      | Drehbuch                                             |
| ------------------------------------------------------------------------------------- | --------- | ---------------------------------------------------------- | ----------------------------------------- | -------------------------- | ---------------------------------------------------- |
| 9                                                                                     | 1         | Die Straßen des Lebens                                     | On a Serpentine Road, With the Top Down   | John Carney                | John Carney                                          |
| 10                                                                                    | 2         | Von Eulen und Lerchen                                      | The Night Girl Finds a Day Boy            | Jesse Peretz               | Sarah Heyward                                        |
| 11                                                                                    | 3         | Fremde im Zug                                              | Strangers on a (Dublin) Train             | John Carney                | John Carney                                          |
| 12                                                                                    | 4         | Zweisamkeit in Einsamkeit                                  | A Life Plan for Two, Followed by One      | Marta Cunningham           | Sarra-Jane Piat-Kelly, Dime Davis & Marta Cunningham |
| 13                                                                                    | 5         | Bin ich…? Das Quiz.                                        | Am I…? Maybe This Quiz Game Will Tell Me  | Celine Held & Logan George | Celine Held & Logan George                           |
| 14                                                                                    | 6         | Im Wartezimmer entfremdeter Eheleute                       | In the Waiting Room of Estranged Spouses  | John Crowley               | Susan Soon He Stanton                                |
| 15                                                                                    | 7         | Wie hast du mich in Erinnerung?                            | How Do You Remember Me?                   | Andrew Rannells            | Andrew Rannells                                      |
| 16                                                                                    | 8         | Eine zweite Umarmung, mit weit geöffneten Herzen und Augen | Second Embrace, With Hearts and Eyes Open | John Carney                | Kieran Carney                                        |
| Die komplette zweite Staffel wurde am 13. August 2021 auf Prime Video veröffentlicht. |           |                                                            |                                           |                            |                                                      |

## Besetzung und Synchronisation
Die deutschsprachige Synchronisation entstand bei der Arena Synchron unter der Redaktion von Martina Schmid. Dialogbuch und -regie übernahm Martin Schmitz.
| Episode 1                        | Episode 1                                                           | Episode 1                                          | Episode 1   |
| Darsteller                       | Rolle                                                               | Synchronsprecher                                   | Anmerkungen |
| -------------------------------- | ------------------------------------------------------------------- | -------------------------------------------------- | ----------- |
| Cristin Milioti                  | Maggie Mitchell                                                     | Patrizia Carlucci                                  |             |
| Laurence/Laurentiu Possa         | Guzmin                                                              | Patrick Winczewski                                 |             |
| Brandon Victor Dixon             | Daniel                                                              | Paul Matzke                                        |             |
| Daniel Reece                     | Mark                                                                | Jannik Endemann                                    |             |
| Charles Warburton                | Ted                                                                 | Tim Knauer                                         |             |
| Marin Ashby                      | Sarah (8 Jahre)                                                     | Lily Alma Bredack                                  |             |
| Cameisha Cotton                  | Kellnerin                                                           |                                                    |             |
| Meg Gibson                       | Hebamme                                                             | Ulrike Möckel                                      |             |
| Lark Bundlejoy Piat-Kelly Lepage | Verkäuferin                                                         |                                                    |             |
| Delaney Quinn                    | Sarah (4 Jahre)                                                     | Lily Alma Bredack                                  |             |
| Arabella Olivia Clark            | Sarah                                                               |                                                    |             |
| Episode 2                        |                                                                     |                                                    |             |
| Darsteller                       | Rolle                                                               | Synchronsprecher                                   | Anmerkungen |
| Catherine Keener                 | Julie                                                               | Martina Treger                                     |             |
| Dev Patel                        | Joshua                                                              | Julius Jellinek                                    |             |
| Caitlin McGee                    | Emma                                                                | Maria Koschny                                      |             |
| Eric Jensen                      | Darren                                                              | Otto Strecker                                      |             |
| Andy García                      | Michael                                                             | Martin Umbach                                      |             |
| Iris Beaumier                    | Assistentin                                                         | Flavia Vinzens                                     |             |
| Kate Grimes                      | Michaels Frau                                                       |                                                    |             |
| Kelly Haran                      | Emmas Mutter                                                        |                                                    |             |
| Andrew Haserlat                  | Befragter                                                           |                                                    |             |
| Charlie Meany                    | Emmas Vater                                                         |                                                    |             |
| Grayson Powell                   | Emmas Verlobter                                                     |                                                    |             |
| Fran Whitney                     | Fan im Buchladen                                                    |                                                    |             |
| Kelly Mulvihill                  | Joshuas Ex-Freundin                                                 |                                                    |             |
| Episode 3                        |                                                                     |                                                    |             |
| Darsteller                       | Rolle                                                               | Synchronsprecher                                   | Anmerkungen |
| Anne Hathaway                    | Lexie                                                               | Marie Bierstedt                                    |             |
| Gary Carr                        | Jeff                                                                | Tobias Schmidt                                     |             |
| Quincy Tyler Bernstine           | Sylvia                                                              | Vera Teltz                                         |             |
| Judd Hirsch                      | er selbst (Film im Film: spielt Polizist, Verkäufer und Taxifahrer) | Rainer Gerlach (Taxifahrer), Uwe Karpa (Verkäufer) |             |
| Jane Beaird                      | Lexie (als Jugendliche)                                             |                                                    |             |
| Savvy Crawford                   | Lexi (als Kind)                                                     | Christina Wöllner                                  |             |
| Delaney Moro                     | Mitbewohnerin am College                                            |                                                    |             |
|                                  | Cynthia                                                             | Laura Landauer                                     |             |
| Episode 4                        |                                                                     |                                                    |             |
| Darsteller                       | Rolle                                                               | Synchronsprecher                                   | Anmerkungen |
| Tina Fey                         | Sarah                                                               | Sabine Arnhold                                     |             |
| John Slattery                    | Dennis                                                              | Bernd Vollbrecht                                   |             |
| Sarita Choudhury                 | Paartherapeutin                                                     | Claudia Gáldy                                      |             |
| Aidan Fiske                      | Jack                                                                | Paul-Lino Krenz                                    |             |
| Arden Wolfe                      | Nancy                                                               | Clara Drews                                        |             |
| Ted Allen                        | er selbst                                                           | Stephan Baumecker                                  |             |
| Angela Hall                      | Kellnerin                                                           | Maria Jany                                         |             |
| Amy Hohn                         | Frau                                                                | Katja Schmitz                                      |             |
| Alexander Jameson                | Kind                                                                |                                                    |             |
| Tom Malloy                       | Mann                                                                |                                                    |             |
| Allen McLean                     | Kind                                                                |                                                    |             |
| Episode 5                        |                                                                     |                                                    |             |
| Darsteller                       | Rolle                                                               | Synchronsprecher                                   | Anmerkungen |
| Sofia Boutella                   | Yasmine                                                             | Rubina Nath                                        |             |
| John Gallagher Jr.               | Rob                                                                 | Ricardo Richter                                    |             |
| Erinn Anova                      | Ärztin (Prä-Op)                                                     |                                                    |             |
| Rebecca Kling                    | Krankenschwester (Prä-Op)                                           |                                                    |             |
| Josh Marcantel                   | Krankenpfleger (Post-Op)                                            |                                                    |             |
| Kam Perez                        | Rettungssanitäter                                                   | Markus Gertken                                     |             |
| Episode 6                        |                                                                     |                                                    |             |
| Darsteller                       | Rolle                                                               | Synchronsprecher                                   | Anmerkungen |
| Julia Garner                     | Maddy                                                               | Jodie Blank                                        |             |
| Shea Whigham                     | Peter                                                               | Uwe Büschken                                       |             |
| Myha’la Herrold                  | Tami                                                                | Maximiliane Häcke                                  |             |
| Seth Andrew Bridges              | Uber-Fahrer                                                         | Georgios Tzitzikos                                 |             |
| Mike Cabellon                    | Krankenpfleger (MRT)                                                |                                                    |             |
| Rolando Chusan                   | Junger Mann                                                         |                                                    |             |
| Thursday Farrar                  | Tamis Mutter                                                        | Maria Jany                                         |             |
| Liam Garten                      | Jonathan                                                            | Ludwig Ott                                         |             |
| Elizabeth Paige                  | Leslie                                                              | Gabrielle Pietermann                               |             |
| Alec Ruiz                        | Maddys Barfreund                                                    |                                                    |             |
| Ron Scott                        | Tamis Vater                                                         | Frank Röth                                         |             |
| Dorcas Sowunmi                   | Polizistin                                                          |                                                    |             |
| Fortuna Gebresellassie           | Maddys Freundin                                                     |                                                    |             |
| Dan Jones                        | Dad                                                                 |                                                    |             |
| Cameron Mitchell Mason           | Federführender Techniker                                            | Simon Köslich                                      |             |
| Sienna Sommerville               | Kleines Mädchen                                                     |                                                    |             |
| Episode 7                        |                                                                     |                                                    |             |
| Darsteller                       | Rolle                                                               | Synchronsprecher                                   | Anmerkungen |
| Andrew Scott                     | Tobin                                                               | Marius Clarén                                      |             |
| Olivia Cooke                     | Karla                                                               | Friedel Morgenstern                                |             |
| Brandon Kyle Goodman             | Andy                                                                | Adam Nümm                                          |             |
| Ed Sheeran                       | Mick                                                                | Edin Hasanović                                     |             |
| Claire McClanahan                | Ärztin                                                              | Meike Finck                                        |             |
| Lila Poprik                      | June (als Kind)                                                     | Chiara Moon Schalla                                |             |
| Meghan Rafferty                  | Trina                                                               | Maria Jany                                         |             |
| Kellie Turner                    | Hebamme                                                             |                                                    |             |
| Martin van Treuren               | Kellner                                                             | Werner Böhnke                                      |             |
|                                  | Sprecher                                                            | Dieter B. Gerlach                                  |             |
|                                  | Erzähler                                                            | K. Dieter Klebsch                                  |             |
| Episode 8                        |                                                                     |                                                    |             |
| Darsteller                       | Rolle                                                               | Synchronsprecher                                   | Anmerkungen |
| Jane Alexander                   | Margot                                                              | Denise Gorzelanny                                  |             |
| James Saito                      | Kenji Inouuye                                                       | Hans-Jürgen Dittberner                             |             |
| Peter Hermann                    | Philippe                                                            | Roman Kretschmer                                   |             |
| Petronia Paley                   | Janice                                                              | Sabina Trooger                                     |             |
| James Waterston                  | Chris                                                               | Armin Schlagwein                                   |             |
| Will Cooper                      | Kyle                                                                |                                                    |             |
| David J. Cork                    | Rettungssanitäter                                                   | Manolo Palma                                       |             |
| Joseph Reiver                    | Rettungssanitäter                                                   | Ulrich Blöcher                                     |             |
| Lisa Ferreira                    | Trauernde                                                           |                                                    |             |
| Barney Fitzpatrick               | Bestatter                                                           |                                                    |             |
| Christian Hopper                 | Brock                                                               |                                                    |             |
| Angela Oh                        | Rina                                                                | Janina Isabell Batoly                              |             |
| Marin Ashby                      | Sarah (8 Jahre)                                                     | Lily Alma Bredack                                  | aus Folge 1 |
| Quincy Tyler Bernstine           | Sylvia                                                              | Vera Teltz                                         | aus Folge 3 |
| Sofia Boutella                   | Yasmine                                                             | Rubina Nath                                        | aus Folge 5 |
| Gary Carr                        | Jeff                                                                | Tobias Schmidt                                     | aus Folge 3 |
| Olivia Cooke                     | Karla                                                               | Friedel Morgenstern                                | aus Folge 7 |
|                                  | Karlas Kumpel                                                       | Björn Schalla                                      |             |
| Tina Fey                         | Sarah                                                               | Sabine Arnhold                                     | aus Folge 4 |
| John Gallagher Jr.               | Rob                                                                 | Ricardo Richter                                    | aus Folge 5 |
| Andy García                      | Michael                                                             | Martin Umbach                                      | aus Folge 2 |
| Julia Garner                     | Maddy                                                               | Jodie Blank                                        | aus Folge 6 |
| Brandon Kyle Goodman             | Andy                                                                | Adam Nümm                                          | aus Folge 7 |
| Anne Hathaway                    | Lexi                                                                | Marie Bierstedt                                    | aus Folge 3 |
| Catherine Keener                 | Julie                                                               | Martina Treger                                     | aus Folge 2 |
| Caitlin McGee                    | Emma                                                                | Maria Koschny                                      | aus Folge 2 |
| Cristin Milioti                  | Maggie                                                              | Patrizia Carlucci                                  | aus Folge 1 |
| Dev Patel                        | Joshua                                                              | Julius Jellinek                                    | aus Folge 2 |
| Laurentiu Possa                  | Guzmin                                                              | Patrick Winczewski                                 | aus Folge 1 |
| Andrew Scott                     | Tobin                                                               | Marius Clarén                                      | aus Folge 7 |
| John Slattery                    | Dennis                                                              | Bernd Vollbrecht                                   | aus Folge 4 |
| Shea Whigham                     | Peter                                                               | Uwe Büschken                                       | aus Folge 6 |